# Перчатка (броня)

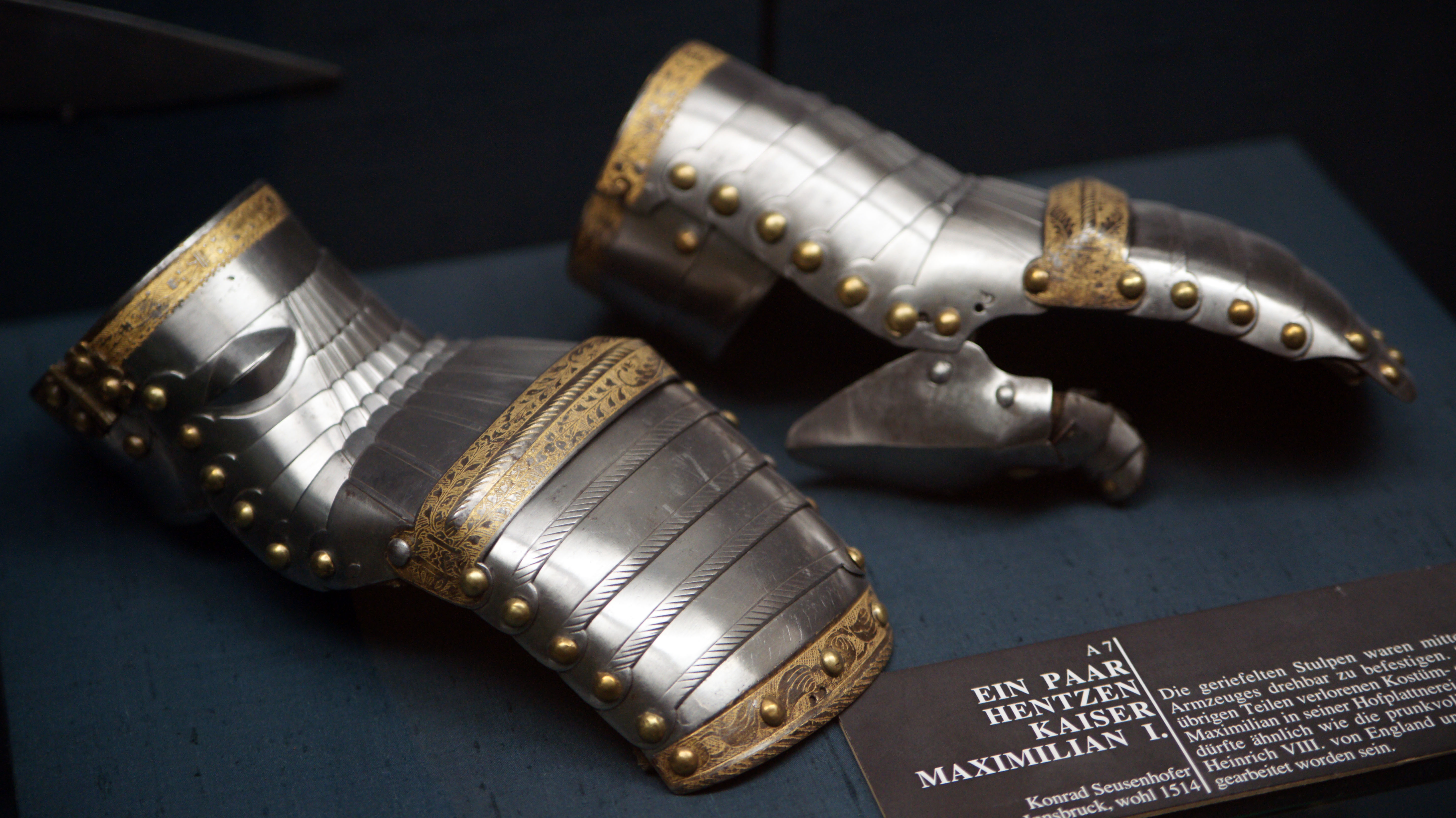
Латные рукавицы императора Максимилиана I (около 1514 года)

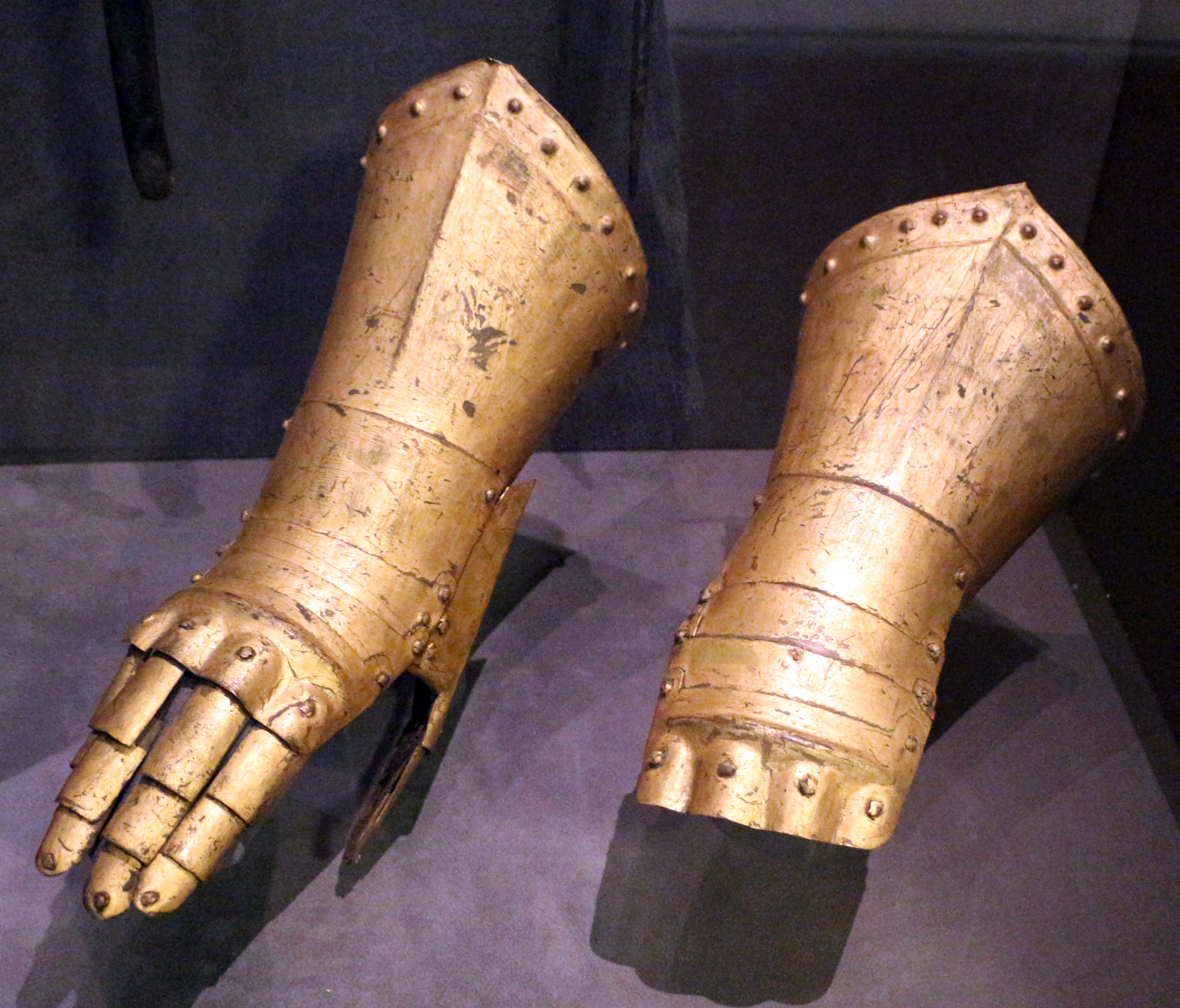
Латные рукавицы

Перчатки (также рукавицы, латные рукавицы) — личное защитное (предохранительное) вооружение, боевые элементы доспехов для защиты кистей рук, которые носили в Средние века.

## Описание
Для защиты рук к XII веку были изобретены кольчужные рукава, оканчивающиеся кольчужными рукавицами или, реже, перчатками с отдельными пальцами. Разрез между рукавом и рукавицей позволял извлекать из кольчуги кисть руки в небоевой обстановке. Использование кольчужных рукавиц продолжалось до XIV века, когда они были вытеснены латными рукавицами.
Латные перчатки появились к середине XIV века, а за характерную форму носили прозвище «песочные часы». Так как представляли собой раструб в форме песочных часов, к которому крепились пальцы с защитой из мелких чешуек. В начале XV века были заметно потеснены появившимися в то время латными рукавицами, способными выдержать благодаря крупным пластинам прямой удар мечом по пальцам. Некоторые рукавицы были способны выдержать даже прямое попадание по большому пальцу, так как у них его защита состояла не из двух и более пластин, а одной единственной толстой пластины ложившейся «мостом» поверх крупных пластин при смыкании перчатки.
Во второй половине XV века с появлением готического доспеха сочетавшего хорошую защиту с хорошей гибкостью, перчатки вновь получили широкое распространение успешно конкурируя с латными рукавицами, представлявшую итальянскую концепцию — «простота и надёжность, пусть даже и в ущерб гибкости», в противовес германской предоставлявшей максимальную свободу движений. Тогда же появились латные полурукавицы, представлявшие собой компромисс между защитой и гибкостью, и выглядевшие как «трёхпалые» перчатки из-за частично «сросшихся» пальцев (указательный со средним, и безымянный с мизинцем).
В начале XVI века с появлением концепции максимилиановского доспеха с их максимальной защитой латные перчатки были практически вытеснены латными рукавицами. Однако, уже во второй четверти того же XVI века в связи с широким распространением колесцовых пистолетов, изобретённых ещё в конце XV века Леонардо да Винчи, латные перчатки вновь обрели популярность, на этот раз успешно вытеснив латные рукавицы.

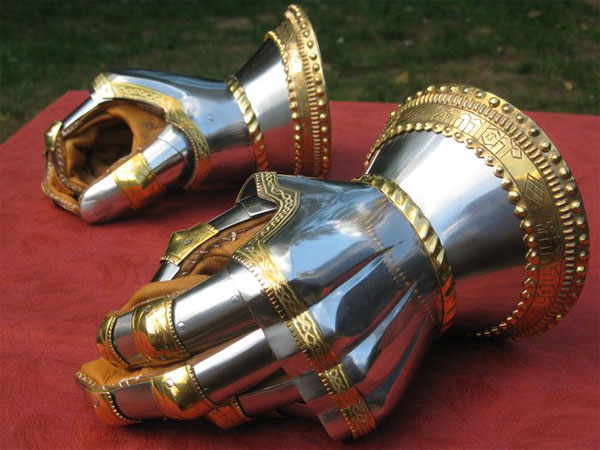
Латные рукавицы «песочные часы»

Бронированные перчатки также использовались за пределами Европы. Кольчужные и пластинчатые доспехи для рук были элементов в вооружении воинов Индии, Персии и Японии.
В конце XX века в России на соревнованиях по историческому фехтованию появилась турнирная латная рукавица известная как «тульская коробочка», представляющая собой намертво «защёлкнутую» латную рукавицу, делая тем самым невозможным выбивание меча.